# ステファン・サヴィッチ (オーストリアのサッカー選手)
ステファン・サヴィッチ（Stefan Savić 、1994年1月9日 - ）は、オーストリア・ザルツブルク出身のプロサッカー選手。ヴァルタ・ポズナン所属。
ポジションは、ミッドフィールダー（攻撃的ミッドフィールダー、ウイング）。

## 経歴
地元のクラブであるリーフェリンガーSVで選手生活をスタートし、2005年にレッドブル・ザルツブルクのユースアカデミーに入団した。2010年、セカンドチームであるレッドブル・ザルツブルク・ユニオルスでプレーした。2011年、トップチームで1試合に出場。2012年8月27日、FCリーフェリングと契約を結んだ。
2015年、クロアチアのスラヴェン・ベルポと契約を結んだ。